# Bruce Riedel

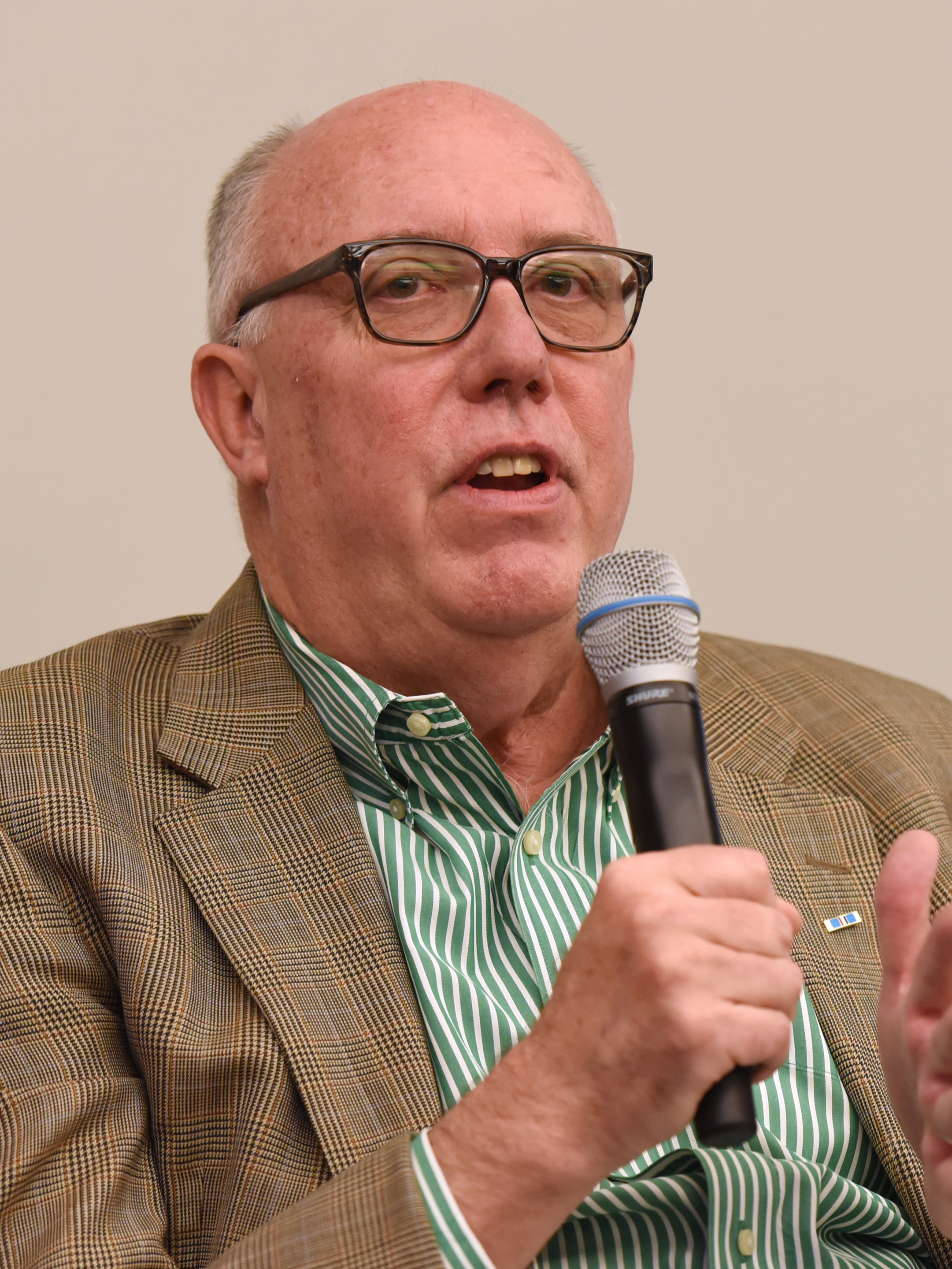
Bruce Riedel

Bruce Riedel (* 1953 in Queens, New York City) ist ein US-Experte für den Nahen und Fernen Osten. Er war ein US-amerikanischer Angehöriger der Central Intelligence Agency (CIA), Diplomat und Berater der US-Regierung.
Er studierte an der Brown University und schloss das Studium im Jahre 1975 mit dem Bachelor of Arts (BA) ab. Anschließend studierte er Geschichte der Diplomatie an der Harvard University und errang den Abschluss als Master of Arts im Jahre 1977.
Von 1977 bis 1990 arbeitete er bei der CIA an verschiedenen Aufgaben. Als stellvertretender Bereichsleiter wurde er von 1990 bis 1991 in der Einsatzgruppe für den  Persischen Golf in der CIA eingesetzt. Als Direktor für Angelegenheiten im Persischen Golf und Südasien war er von 1991 bis 1993 im National Security Council (NSC) tätig.
Im National Intelligence Council war er als Sachbearbeiter für Angelegenheiten des Nahen Ostens und Südasien von 1993 bis 1995 beschäftigt. Dann wechselte er ins Verteidigungsministerium und war als stellvertretender Assistent der Minister William Perry und William Cohen für Angelegenheiten des Nahen Ostens und Südasien von 1995 bis 1997 tätig.
Im NSC übernahm er ab 1997 Aufgaben als Berater des US-Präsidenten und Senior-Direktor für Angelegenheiten des Nahen Ostens und Südasien bis zum Jahre 2001. Diese Funktion setzte er bis 2002 fort, allerdings als Senior-Direktor für Angelegenheiten des Nahen Ostens und Nordafrika.
Nach dem Ausscheiden aus der Regierungsarbeit wechselte er im Jahre 2002 an das Royal College of Defence Studies in London und blieb dort bis 2003. Von 2003 bis 2006 nahm er bei der NATO in Brüssel eine spezielle Beratertätigkeit wahr. Im Jahre 2006 schied er auch aus der CIA aus und ging zur Brookings Institution in die USA zurück.
Riedel arbeitete für drei Präsidenten der USA als ausgewiesener Experte des Nahen Ostens und Südasien, wobei er besondere Aufgaben für Fragen bearbeitete, die Pakistan und Indien betrafen. Auch Probleme des arabisch-israelischen Bereiches gehörten zu seinem Aufgabenbereich. So gehört er zu den Personen, die an den Konferenzen am Wye River (Maryland) und Camp David über israelisch-palästinensische Fragen teilnahmen.
Er gilt auch für Fragen des Terrorismus und seiner Bekämpfung als Experte.

## Auszeichnungen
- 1991: Intelligence Medal of Merit
- 1997: Secretary of Defense Distinguished Service Medal
- 2001: Distinguished Intelligence Medal
- 2006: Department of State Meritorious Honor Award

## Schriften
- U.S. Policy in the Gulf: Five Years of Dual Containment, The Washington Institute for Near East Policy, in: PolicyWatch, No. 315, 8. Mai 1998, S. 2
- Camp David: two years later, July 15, 2002 – Edition 26 with a fifth perspective
- Afghanistan: The Taliban Resurgent and NATO vom 28. November 2006
- Remarks focused on US policy toward Iraq, Iran and Libya – 26. April 1999
- American Diplomacy and the 1999 Kargil Summit at Blair House. Policy Paper Series 2002, Philadelphia, PA: Center for the Advanced Study of India, May 2002 (PDF-Datei; 247 kB)
- The Search for Al Qaeda. Its Leadership, Ideology and Future. Brookings Institutions Press, Washington D.C. 2008
- Kings and Presidents: Saudi Arabia and the United States since FDR. Brookings Institution, Washington 2017, ISBN 978-0-8157-3715-5.